# Heilbronn (ville)
Pour les articles homonymes, voir Heilbronn.
Heilbronn (prononcé en allemand : [haɪlˈbʁɔn] ) est une ville du sud de l'Allemagne (anciennement en français Hailbron), au bord de la rivière Neckar, dans l'État fédéral de Bade-Wurtemberg. Heilbronn a une population de 120 000 habitants. C'est le chef-lieu du Landkreis Heilbronn et de la région de Heilbronn-Franconie.
Heilbronn est une ville ancienne, évoquée pour la première fois  en 741 sous le nom de villa helibrunna, qui obtient une charte en 1225, et qui est pour la première fois évoquée comme ville libre d'Empire en 1371. Célèbre car l'action de plusieurs pièces de théâtre connues s'y déroule (Götz von Berlichingen de Goethe, La Petite Catherine de Heilbronn de Kleist), Heilbronn est devenu au XIXe siècle la plus importante ville industrielle du Bade-Wurtemberg. Elle est jumelée avec Béziers depuis 1965. Elle annexe les villages voisins tout au cours du XXe siècle. Elle est aujourd'hui divisée en plusieurs Stadtteile : Heilbronn, Sontheim, Horkheim, Neckargartach, Biberach, Frankenbach, Kirchhausen et Klingenberg.

## Géographie

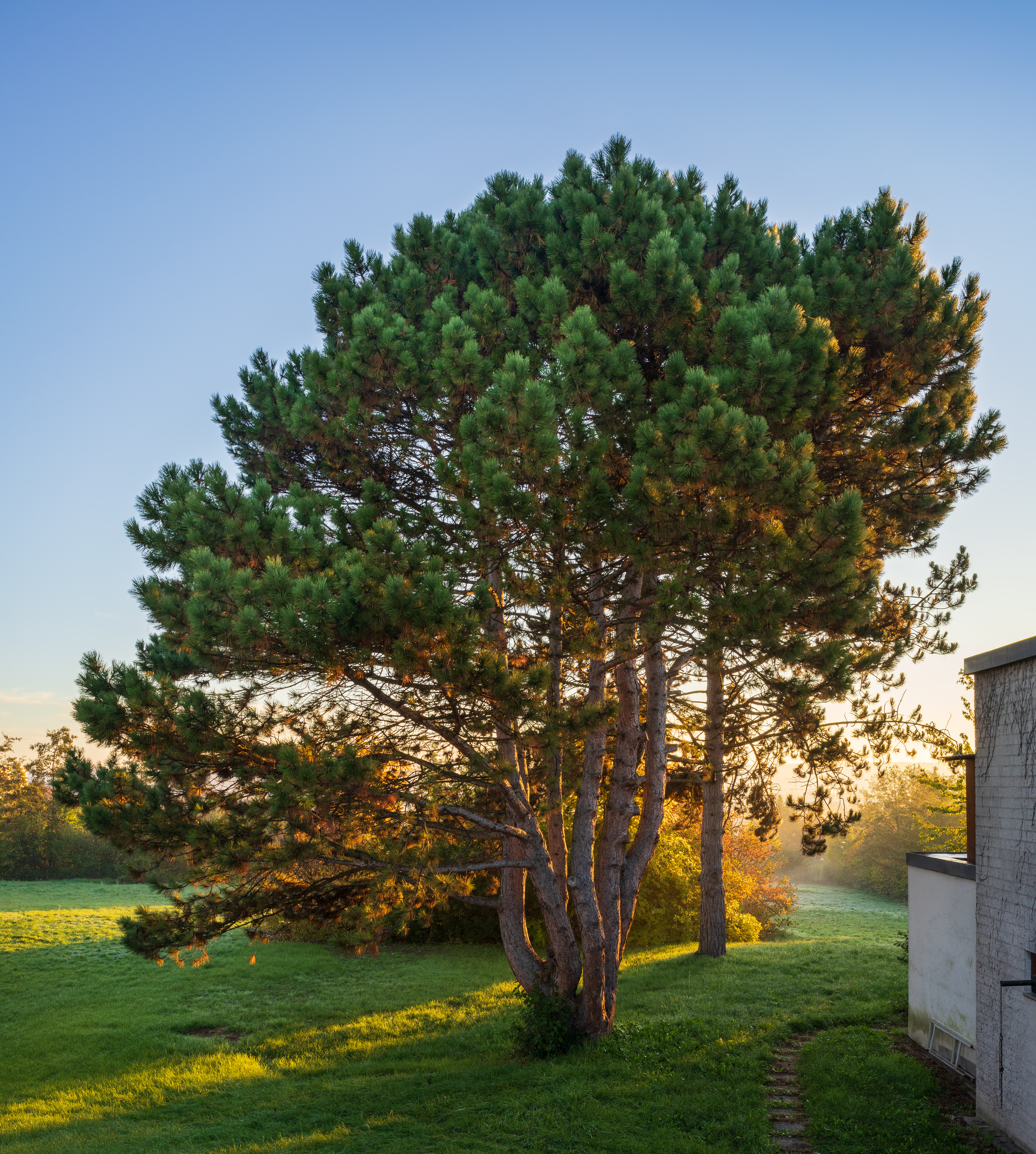
Pinus nigra, qui pousse à Heilbronn, à proximité d'une communauté religieuse. Cet arbre donne l'impression d'être arrivé au bon endroit. Novembre 2022.

### Géologie
Heilbronn est située dans le nord du Bade Wurtemberg entre les agglomérations de Stuttgart et de Heidelberg/Mannheim/Ludwigshafen. Elle se situe au milieu de beaux paysages viticoles dans la vallée du Neckar. Heilbronn a une superficie de 10 000 ha, du nord au sud 13 km et d’ouest en est 19 km. Sa population est de 125 084 habitants ce qui fait de Heilbronn, la sixième ville du Bade Wurtemberg. À l’ouest la région est relativement peu vallonnée. À l’est au contraire on trouve les montagnes du Löwenstein. Le point culminant de la ville se situe dans la forêt de la ville sur la pointe extrême sud et culmine à 378 m d'altitude. Le point le plus bas se trouve à la limite de Neckarsulm à 151 m d'altitude. Heilbronn fait partie des trois zones naturelles de Neckarbecken, Kraichgau et de la forêt de Souabe-Franconie.
Une enquête de télévision  allemande a désigné la mine de sel gemme de Heilbronn comme l'un des deux lieux les plus pollués d'Allemagne.

### Climat
La vallée du Neckar est l'une des régions les plus chaudes du Bade-Wurtemberg. Il y fait un climat continental tempéré avec des hivers doux et des étés chauds, ce qui favorise la culture de la vigne. Ce climat est classé (Cfa) continental à été chaud dans la classification de Köppen

## Histoire
| Appartenances historiques Saint-Empire (Ville libre) 1371-1803 Électorat de Wurtemberg 1803–1806 Royaume de Wurtemberg 1806–1918 Empire allemand 1871–1918 République de Weimar 1918–1933 Reich allemand 1933–1945 Allemagne occupée 1945–1949 Allemagne de l'Ouest 1949–1990 Allemagne 1990–présent |

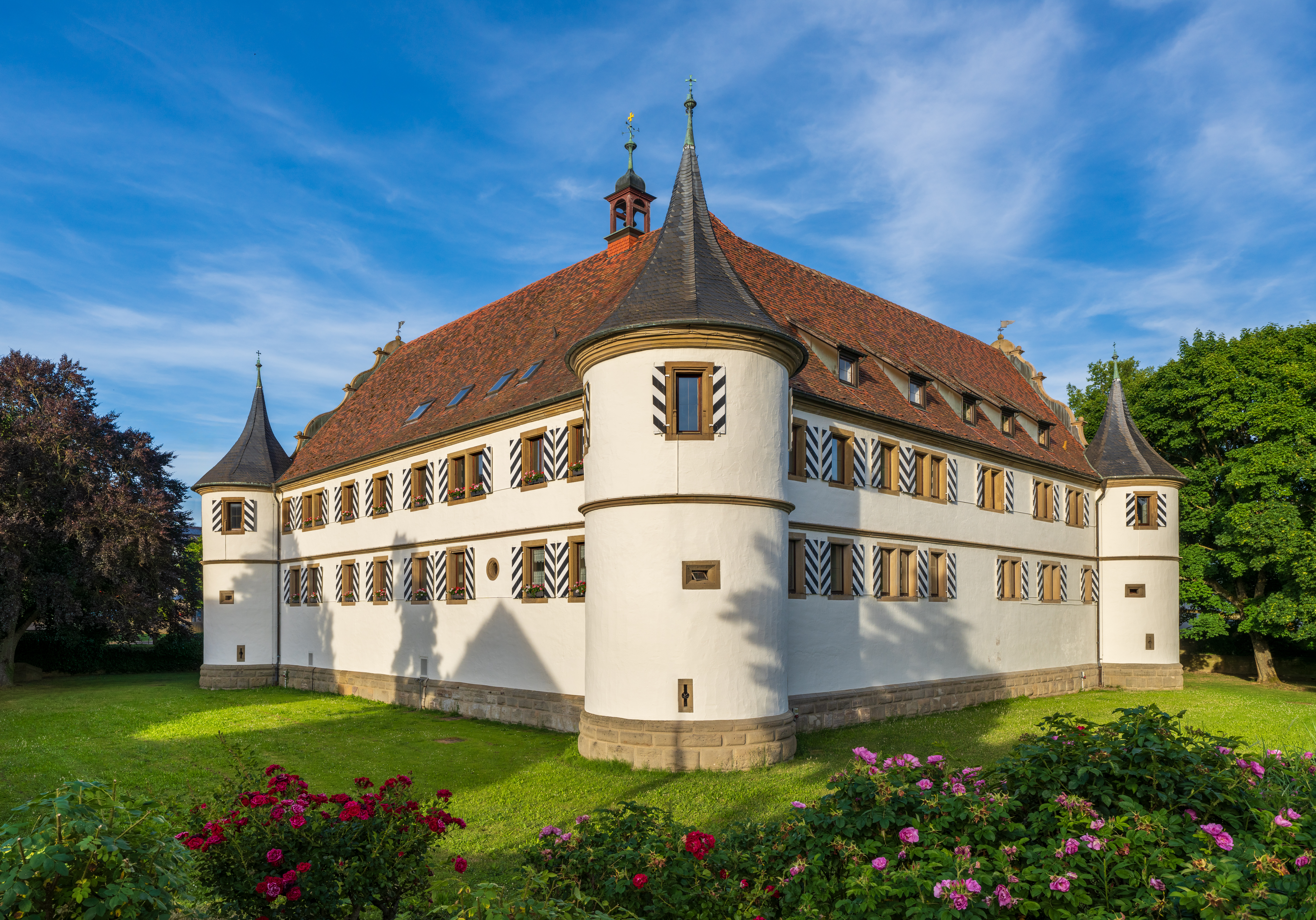
Le Deutschordensschloss Kirchhausen, ancien château de l'ordre Teutonique à Heilbronn, dans le quartier Kirchhausen. Ce château a été construit entre 1572 et 1578. Juin 2022.

En 741, la ville de « Helibrunna » est pour la première fois mentionnée. En 1146, Heilbronn est déjà une ville importante. La ville est présentée comme marché, port et centre monétaire. En 1281, le roi Rudolf Ier de Habsbourg offre à la ville le droit de cité. En 1371, Heilbronn devient ville libre d’Empire c’est-à-dire qu’elle dépend uniquement de l’empereur. En 1803, la ville perd son statut de ville libre. Fin XIXe siècle elle est l’une des plus grandes villes industrielles du Wurtemberg.

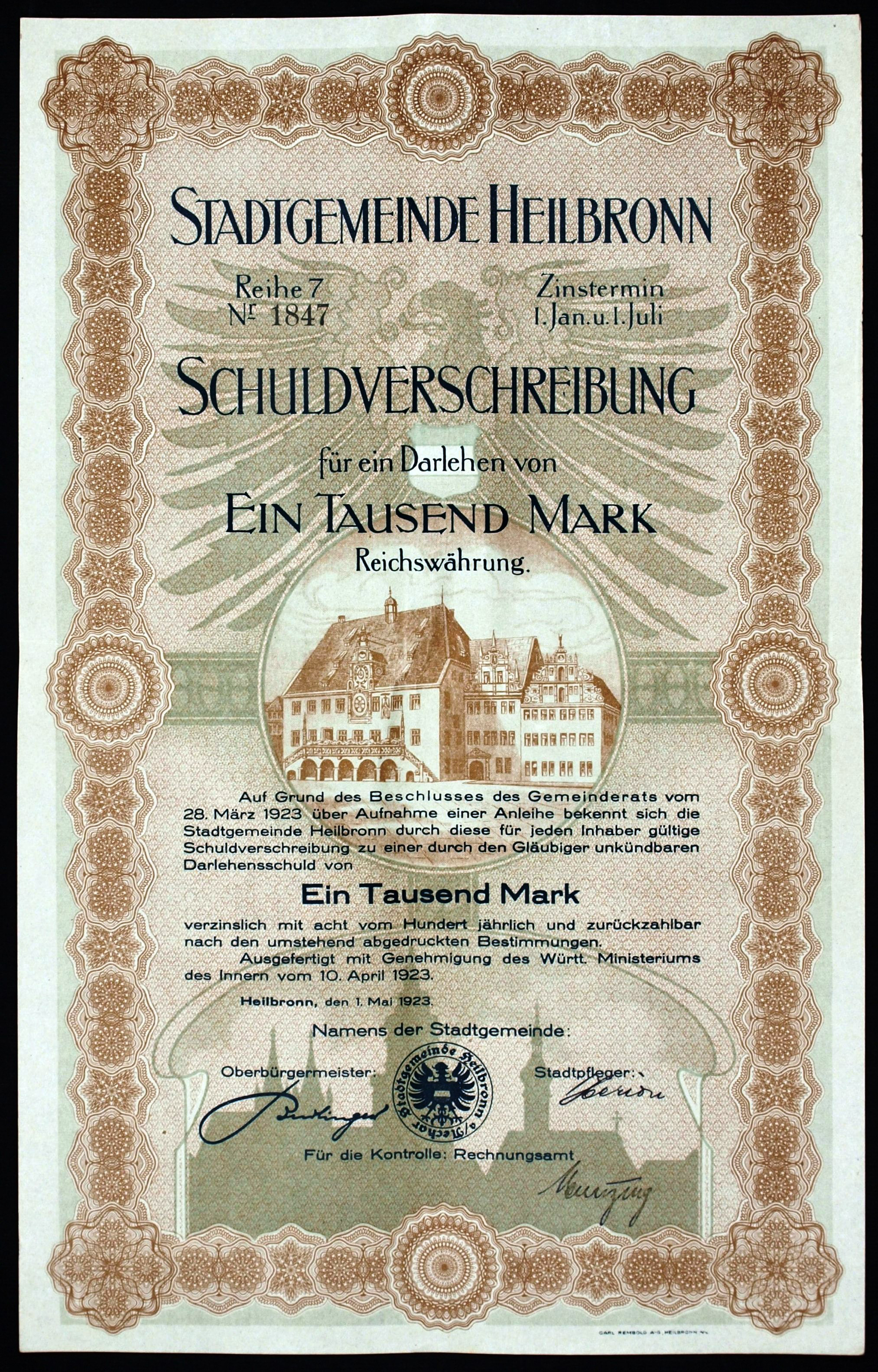
Obligation de la municipalité Heilbronn en date du 10. Avril 1923

### XXesiècle
En 1935, la principale voie navigable Heilbronn-Mannheim est terminée et le port du canal Heilbronn ouvre, c’est aujourd’hui encore un port important et l'un des dix plus grands ports intérieurs allemands. Comme la majorité des villes allemandes durant la Seconde Guerre mondiale, Heilbronn étaient tenue par des dirigeants nazis. Le 10 novembre 1938, la synagogue de Heilbronn fut détruite par un incendie criminel. Au cours de l'année 1939, la communauté juive établie depuis longtemps à Heilbronn, ne comptait plus que quelques personnes qui avaient réussi à s’enfuir ou se cacher.
Dès décembre 1940, la ville fut régulièrement la cible de raids aériens. Le plus destructeur fut celui du 4 décembre 1944 où la vieille ville fut totalement détruite et plus de 6 500 personnes furent tuées. La Bataille de Heilbronn débuta le 4 avril 1945. Lorsque les troupes américaines de la 100e division d'infanterie du 6e corps de la 7e Armée mirent fin aux combats le 12 avril 1945 la ville ne comptait plus que 46 350 habitants.
En septembre 1944, les SS construisirent dans le district de Neckargartach un camp de concentration et un camp satellite du KZ Natzweiler-Struthof. Dans ce camp de concentration on dénombrait parfois plus de 1 000 prisonniers. Ces prisonniers ont été exploités pour l'industrie de la défense mais aussi au profit de la ville dans diverses tâches de travaux forcés.
Après la fin de la Seconde Guerre mondiale en 1945, Heilbronn faisait partie de la zone d'occupation américaine. En seulement quelques années, la ville totalement dévastée fut reconstruite. L'autoroute Heilbronn-Mannheim, avec son pont monumental qui surplombe le Neckar fut ouvert à la circulation en 1968 et l'A81 allant jusqu’à Würzburg en 1974. Ces différentes constructions d’infrastructures ont permis à l'économie régionale de devenir plus importante.

### XXIesiècle
Le fait divers du « fantôme d'Heilbronn » est diffusé dans tous les journaux télévisés européens, lors du meurtre de Michèle Kiesewetter (de) le 25 avril 2007. En 2007, la ville a choisi d’accueillir l'exposition horticole fédérale de 2019. Pour cette occasion, Heilbronn a décidé de faire construire un nouveau quartier écologique, près du Neckar.

## Jumelages
- Francfort-sur-l'Oder (Allemagne)
- Béziers (France) depuis 1965
- Neath Port Talbot (Pays de Galles)
- Stockport (Angleterre)
- Słubice (Pologne)

## Tourisme
Monuments à voir et activités à faire (liste non exhaustive) :
- L’église Saint-Killian
- La villa du vin
- L’horloge astronomique
- Le musée Experimenta
- L’ancien hôtel de ville
- Promenades dans les vignes
- Découverte des vins locaux

## Personnalités liées à la ville

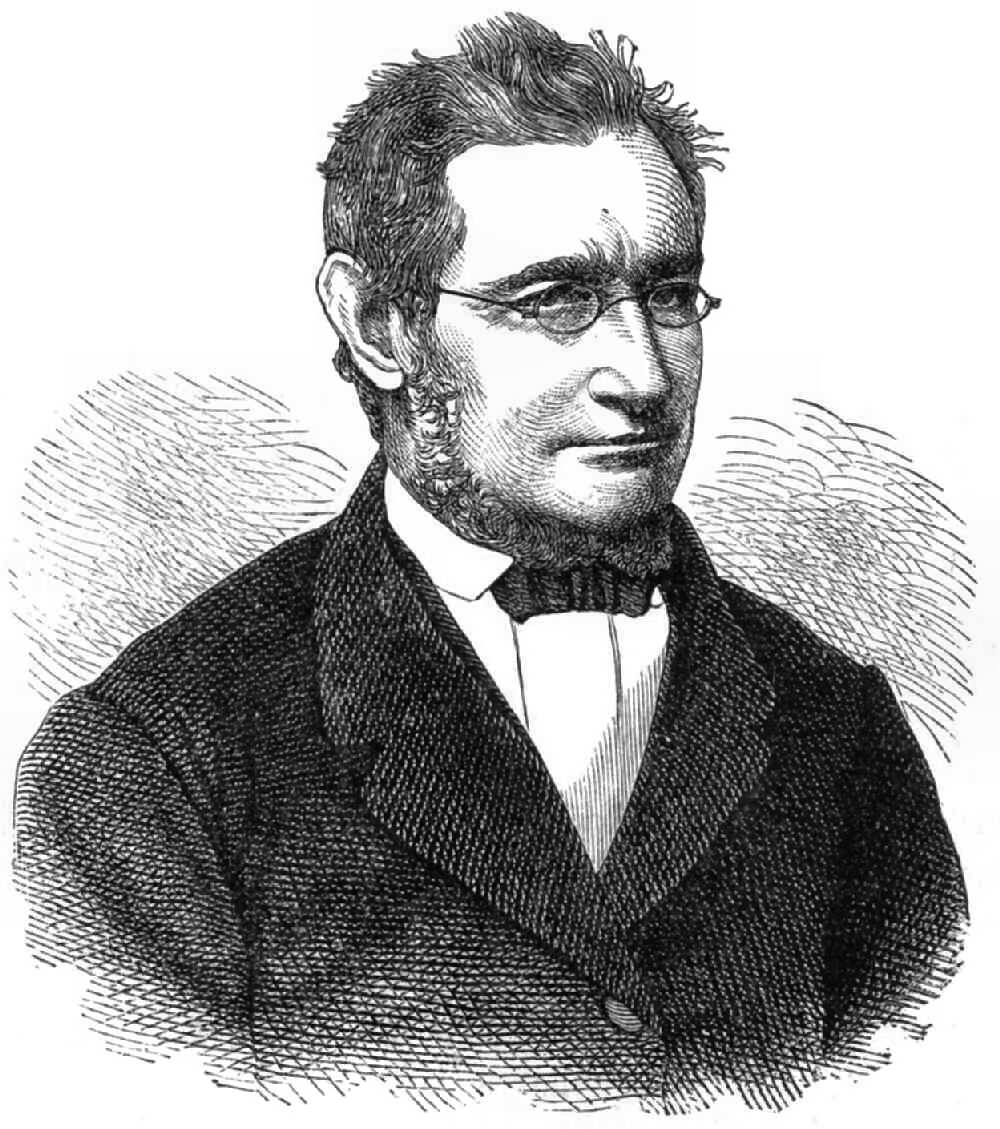
Robert Mayer était physicien et médecin

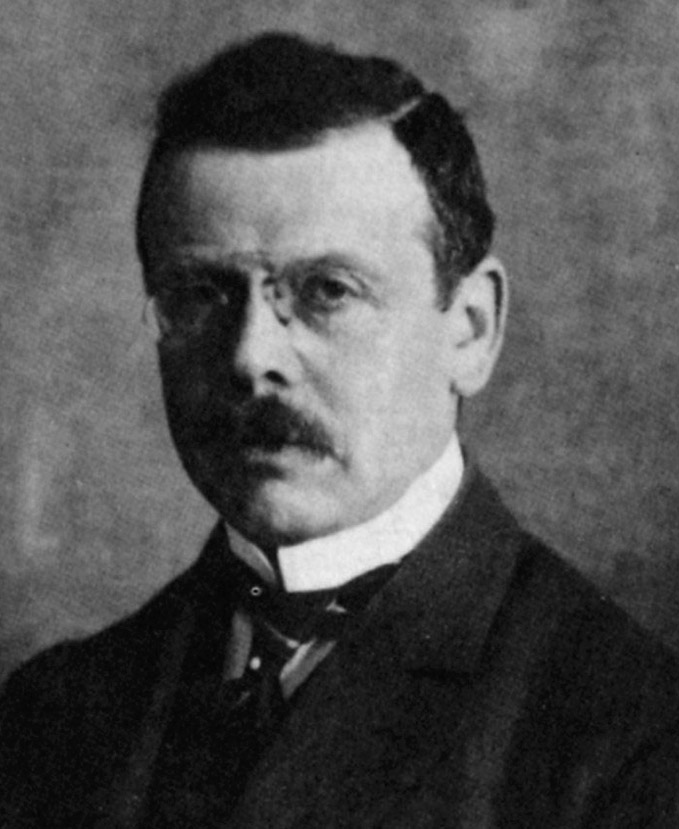
Siegfried Gumbel était juriste et président du Conseil central des juifs en Wurtemberg

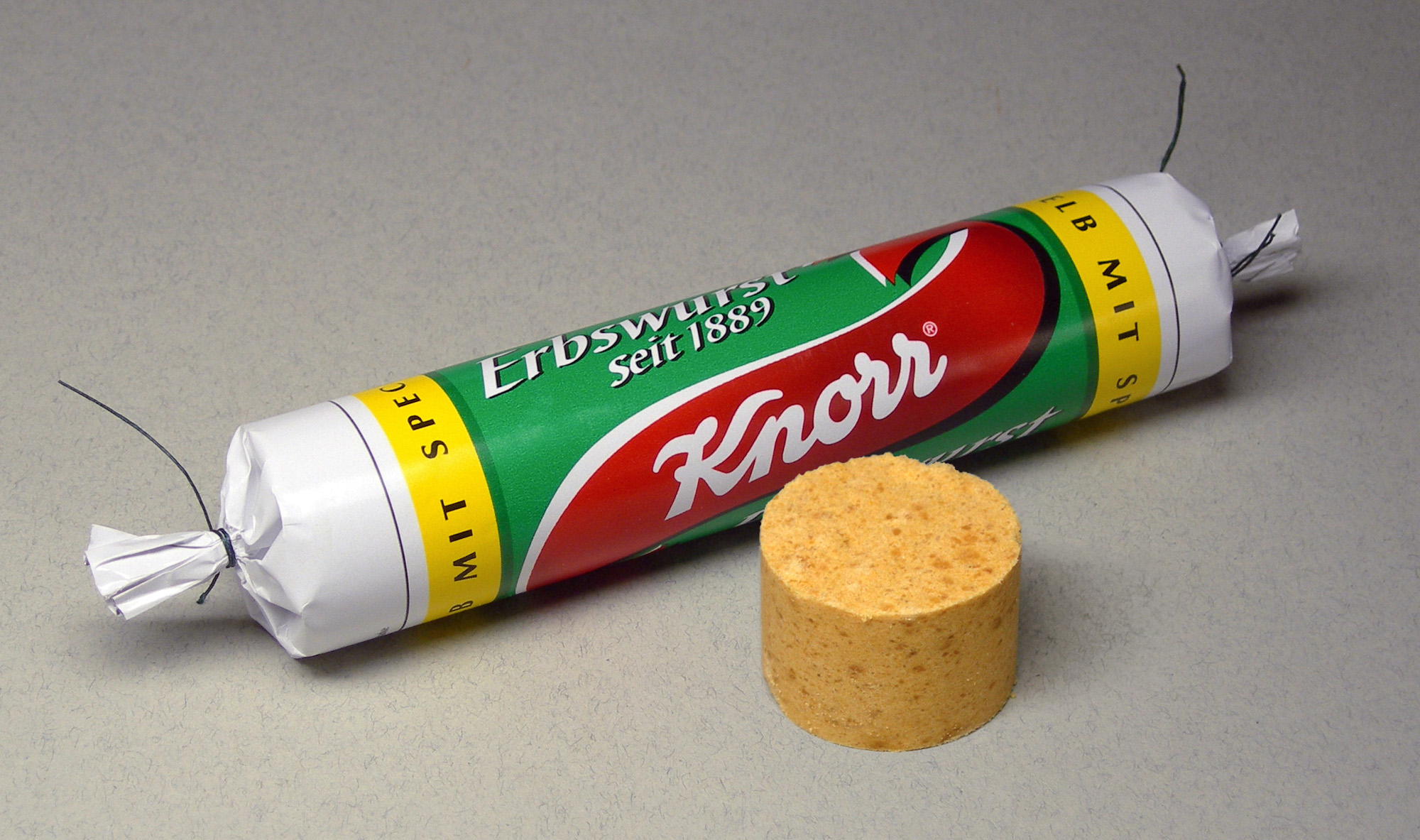
La "Erbswurst" de Knorr, soupe conditionnée dans un emballage en forme de saucisse

Religieux
Martinus von Biberach, théologien
Artistes et écrivains
Victoria Wolff, 1903-1992
Rio Gebhardt (1907-1944), pianiste, chef d'orchestre et compositeur.
Sibel Kekilli, actrice
Andrzej Seweryn, acteur
Médecins
Eberhard Gmelin, 1751-1809. Gmelin était fortement influencé par la théorie du magnétisme animal connue sous le nom de mesmérisme.
Scientifiques
Julius Robert von Mayer, 1814-1878 physicien et médecin
Hommes politiques
Friedrich von Rauch (1823-1890), homme politique.
Walter Vielhauer, 1908-1967 politique
Michael Georg Link, (1963-), homme politique
Thomas Strobl un homme politique allemand, membre de la CDU
Juristes
Siegfried Gumbel, 1874-1942 avocat et président du Conseil central des juifs
Kurt Rebmann, 1924-2005 juriste
Max Rosengart, 1930-1943 avocat
Économistes et financiers
Abraham Gumbel, 1852-1930 président de banque
Gustav von Schmoller, 1838-1917 économiste
Marchands d'art et collectionneurs d'art
Adolph Grünwald, 1840-1925 marchand d'art et collectionneur d'art
Heinrich Grünwald, 1870-1950 marchand d'art et collectionneur d'art
Industriels et entrepreneurs
Carl Heinrich Theodor Knorr, 1800-1875 Principale entreprise agroalimentaire
Wilhelm Maybach, 1846-1929 ingénieur inventeur de moteur
Walter Kreiser, 1898-1959 (aussi connu comme Konrad Wiederhold) était un ingénieur aéronautique.
Adolf von Rauch 1798-1882 pionnier de l'industrie papetière

## Architecture
- Architecture Renaissance, église Kilianskirche,
- Architecture gothique, église Nikolaikirche,
- Architecture baroque, église Sankt Peter u. Paul et le palais Deutschhof.
- Éclectisme (architecture), Ancienne synagogue d'Heilbronn (1877 – 1938)

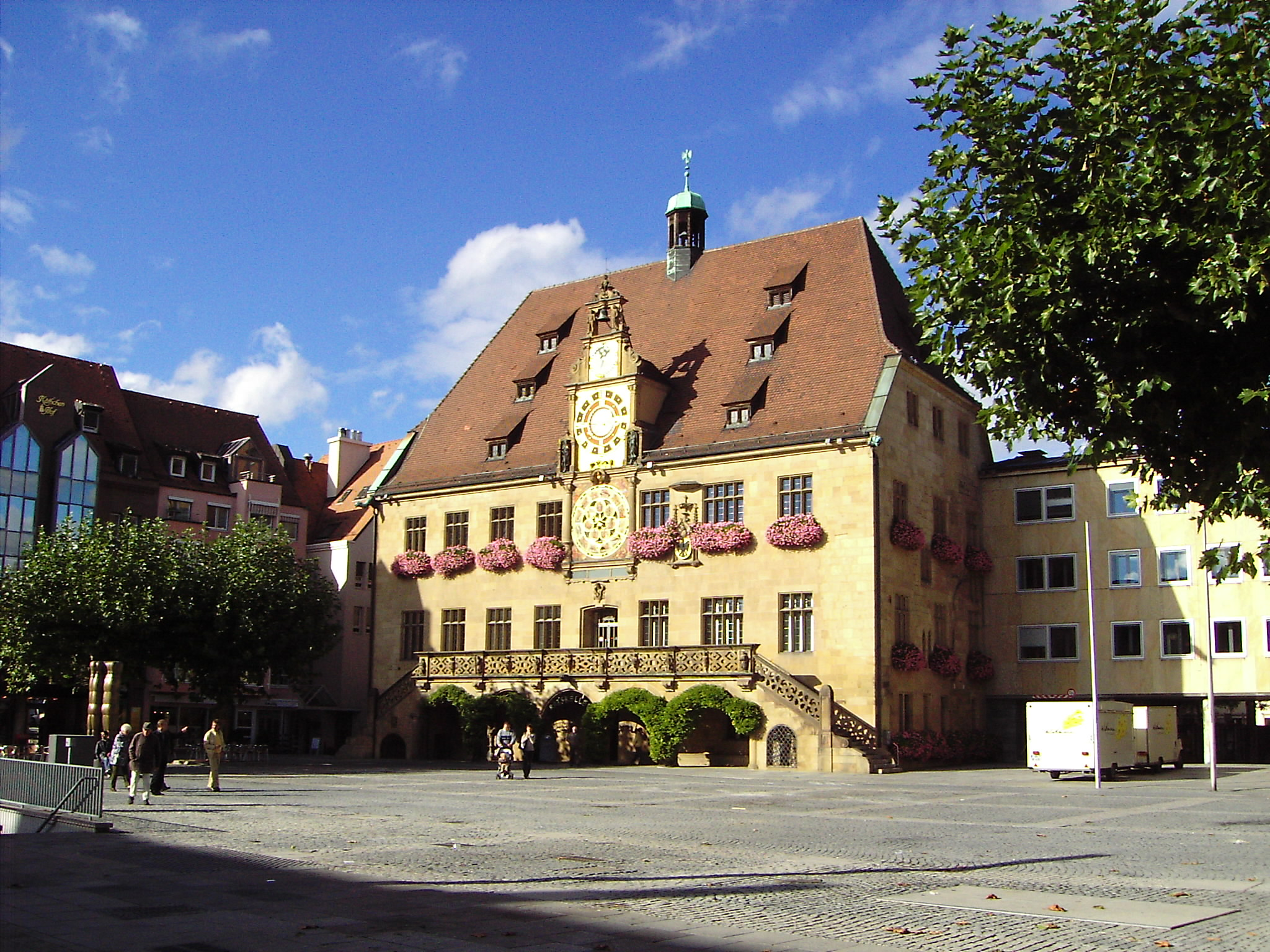
Hôtel de ville de Heilbronn
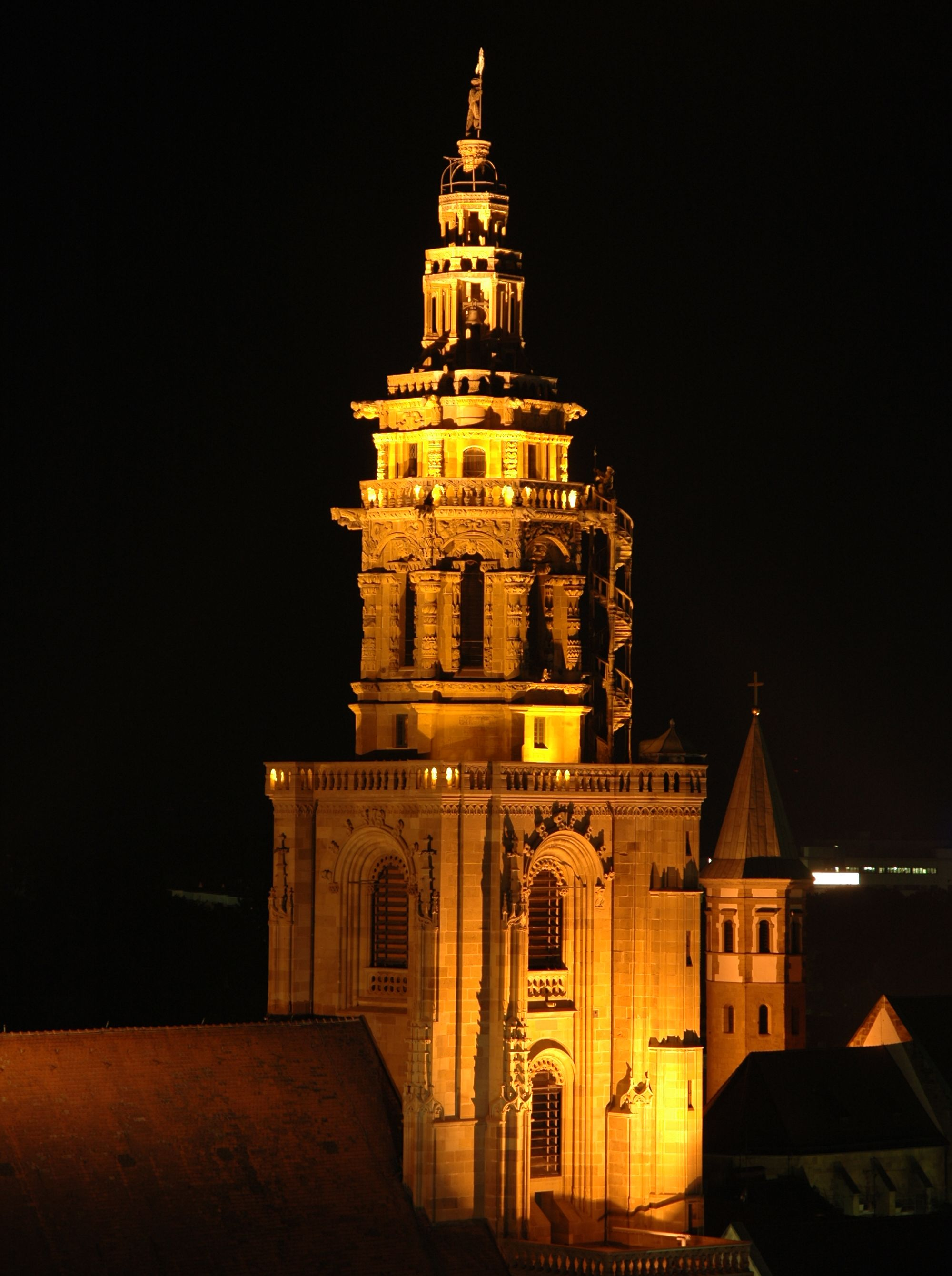
église Kilian de Heilbronn
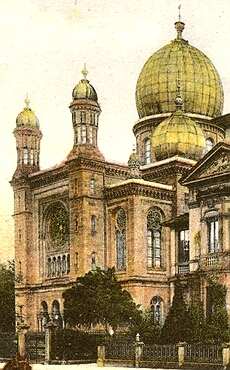
Ancienne synagogue d'Heilbronn
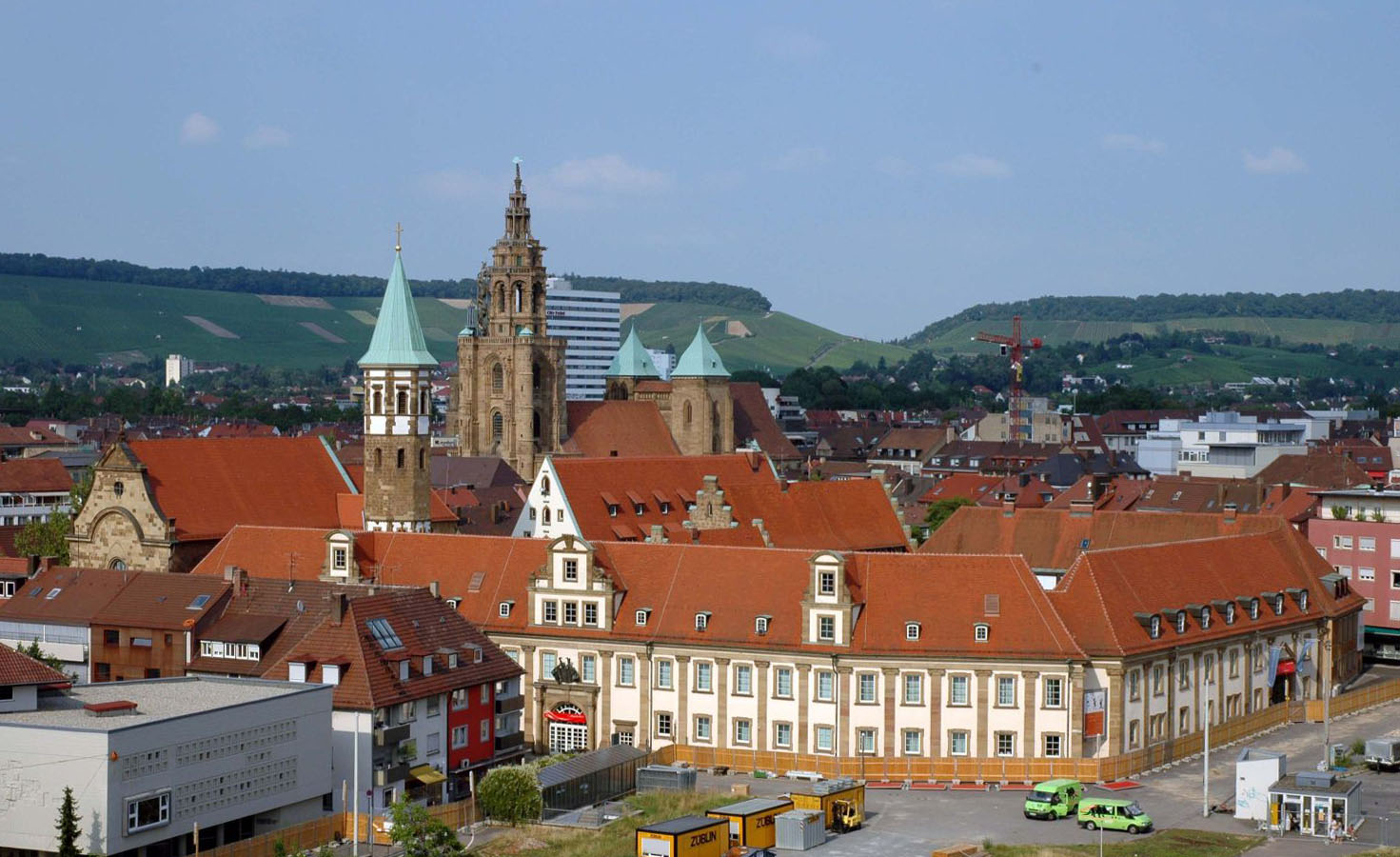
Palais  Deutschhof de Heilbronn
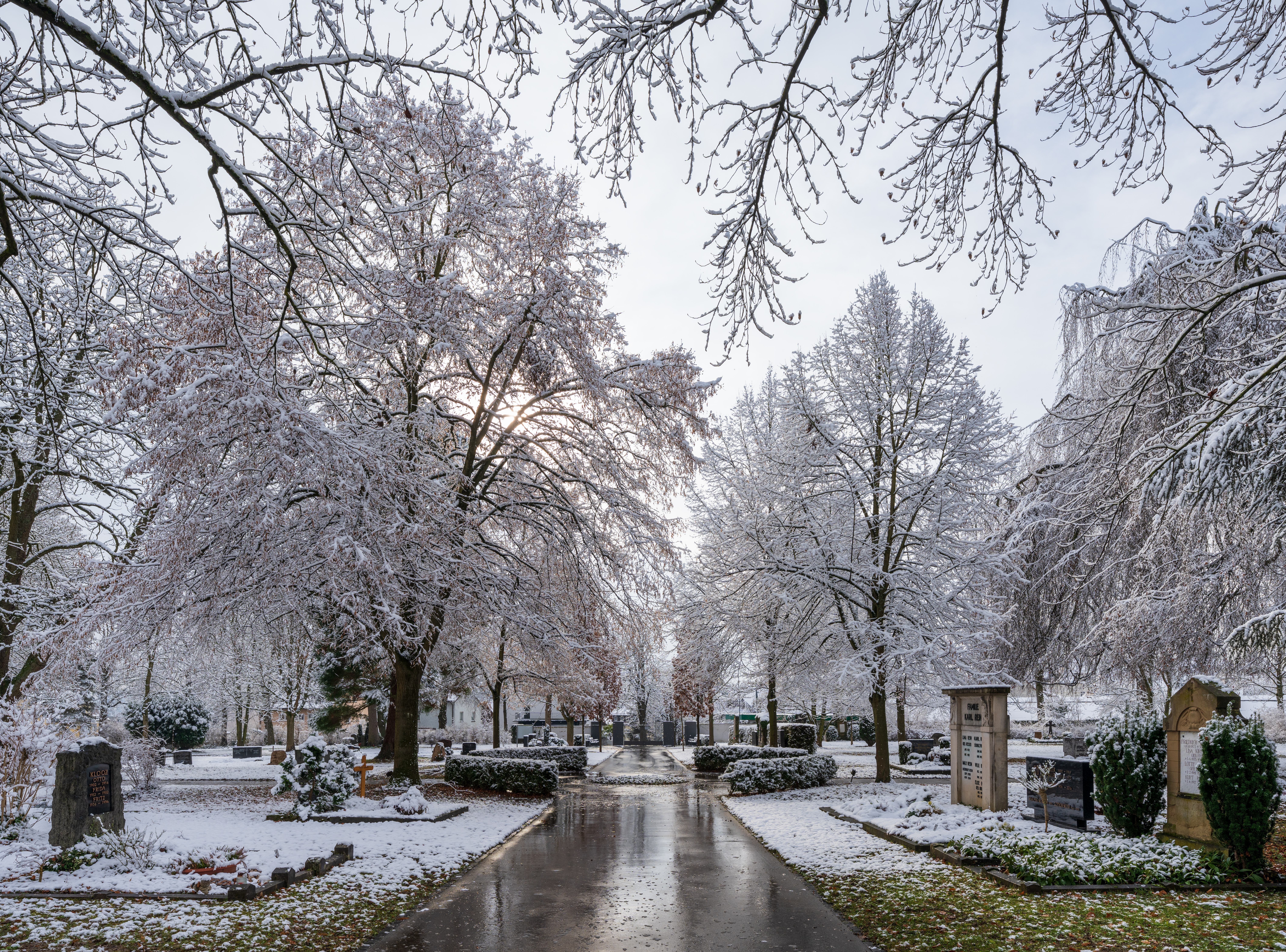
Cimetière près de la rue Heidelberger à Heilbronn, allée principale. Janvier 2023.

## Économie
Heilbronn est connue dans le monde entier à travers le défunt carrossier Drögmöller (1920-2005), qui assembla dans ses ateliers des cars de tourisme sur châssis Mercedes[Lequel ?] (Stuttgart est à une cinquantaine de kilomètres) et Volvo.